# Pedro Salgado Almaguer
Pedro Salgado Almaguer (Tampico, Tamaulipas, 13 de febrero de 1973) es un político mexicano, miembro del Partido Acción Nacional (PAN). Ha sido presidente municipal de San Nicolás de los Garza y diputado federal para el periodo de 2021 a 2024.

## Biografía
Es licenciado en Derecho y Ciencias Jurídicas y maestro en Métodos Alternos de Solución de Controversias por la Universidad Autónoma de Nuevo León (UANL) y doctor en Administración Estratégica. Es hermano de Zeferino Salgado Almaguer, quien ha sido en dos ocasiones presidente municipal de San Nicolás de los Garza y considerados integrantes del mismo grupo político.
De 2003 a 2006 fue síndico del ayuntamiento de San Nicolás de los Garza presidido por Miguel Ángel García Domínguez y de 2006 a 2007 director de Gobierno y Concentración Social del ayuntamiento de Monterrey, siendo alcalde Adalberto Madero Quiroga. De 2007 a 2012 fue delegado de la Procuraduría Federal del Consumidor (PROFECO) en Nuevo León.
En las elecciones de 2012 fue candidato del PAN a presidente municipal de San Nicolás de los Garza, triunfando en la elección con el 62.09% de los votos. Asumió la presidencia municipal para el periodo de 2012 a 2015. De 2015 a 2016 fue secretario de Acción de Gobierno y de 2016 a 2019 secretario de Acción Gubernamental, ambos del comité estatal del PAN en Nuevo León.
En las elecciones federales de 2021 fue postulado por el PAN como candidato a diputado federal por el Distrito 4 de Nuevo León. Resultó elegido con el 49.46% de los votos, a la LXV Legislatura que concluyó en 2024. Fuesecretario de las comisiones de Economía Social y Fomento del Cooperativismo; y, de Hacienda y Crédito Público.